# Chandlerville
Chandlerville is een plaats (village) in de Amerikaanse staat Illinois, en valt bestuurlijk gezien onder Cass County.

## Demografie
Bij de volkstelling in 2000 werd het aantal inwoners vastgesteld op 704. In 2006 is het aantal inwoners door het United States Census Bureau geschat op 700, een daling van 4 (-0,6%).

## Geografie
Volgens het United States Census Bureau beslaat de plaats een oppervlakte van 2,2 km², geheel bestaande uit land. Chandlerville ligt op ongeveer 185 m boven zeeniveau.

## Plaatsen in de nabije omgeving
De onderstaande figuur toont nabijgelegen plaatsen in een straal van 24 km rond Chandlerville.